# كامل كيلاني
كامل كيلاني إبراهيم كيلاني (20 أكتوبر 1897 - 9 أكتوبر 1959)، كاتب وأديب مصري اشتهر بأعماله الموجهة للأطفال وأطلق عليه النقاد لقب رائد أدب الطفل في العالم العربي، وترجمت قصصه إلى العديد من اللغات.

## النشأة والدراسة
ولد ونشأ بحي القلعة بالقاهرة في منزل يطل على جبل المقطم. كان والده الشيخ كيلاني إبراهيم كيلاني أحد أشهر المهندسين في عصره ويتصل نسبه بالشيخ عبد القادر الجيلاني. حفظ القرآن الكريم في الكتاب، ثم التحق بمدرسة أم عباس عام 1907، وانتقل إلى مدرسة القاهرة الثانوية وحصل على شهادة البكالوريا، ليبدأ في دراسة الأدب الإنجليزي والفرنسي. ثم انتسب إلى الجامعة المصرية سنة 1917 وحتى 1930 وحصل على ليسانس الآداب قسم اللغة الإنجليزية. كما حضر دروساً في الأزهر حيث أجاد النحو والصرف والمنطق.

## عمله
اشتغل بالتدريس في المدرسة التحضيرية حيث كان يعلم الإنجليزية والترجمة، ثم نقل ليعمل مدرساً في مدرسة الأقباط الثانوية بدمنهور سنة 1920. في سنة 1922 تم تعيينه موظفا بوزارة الأوقاف حيث كان يتولى تصحيح الأساليب اللغوية. واستقر فيها حتى سنة 1954 ترقى خلالها في المناصب حتى وصل إلى منصب سكرتير مجلس الأوقاف الأعلى. وكان يعقد في مجلسه ندوة أسبوعية لأصدقائه. وكان في نفس الوقت يعمل بالصحافة ويشتغل بالآداب والفنون، ففي سنة 1918 عمل رئيسا لنادي التمثيل الحديث، وفي سنة 1922 أصبح رئيسا لجريدة «الرجاء» وبين 1929 و1932 عمل سكرتيرا لرابطة الأدب العربي.

## أدبه
بدأ حياته الأدبية بالعمل في مجال النقد الأدبي وتأديب التاريخ والترجمة وتحقيق الأعمال الأدبية الكبرى، فكتب مصارع الخلفاء و«مصارع الأعيان»، و«ملوك الطوائف» وحقق «رسالة الغفران»- للمعري، وشرح ديوان ابن الرومي، وترجم الأدب الأندلسي وكتب «نظرات في تاريخ الإسلام»، و«روائع من قصص الغرب» و«فن الكتابة» و«موازين النقد الأدبي» وكتب في أدب الرحلات كتب مثل «ذكريات الأقطار الشقيقة» والذي سجل فيه انطباعاته عن رحلاته في كل من فلسطين ولبنان وسوريا.
في عام 1927م وجه اهتمامه إلى فن أدب الأطفال ودأب على تحقيق الفكرة التي آمن بها وهي إنشاء مكتبة الأطفال تعتني بهم من بدايات القراءة والتعليم وحتى الدراسة الجامعية في مجموعات تتناسب مع سن الطفل وتدرجه. فكتب وترجم ألف -1000- قصة، طبع منها في حياته مائتي- 200- قصة، ونشر خليفته -وحامل لواء تراثه- ابنه رشاد كيلاني، أكثر من خمسين - 50- قصة بعد مماته. كانت قصته الأولى للأطفال «السندباد البحري» ثم أتبعها بفيض من مؤلفاته في نفس المجال.
كان يرى أن حوار قصص الأطفال يجب أن يكون باللغة الفصحى كما كان حريصا على الجانب الأخلاقي في كتابته للأطفال، واستخدم مصادر قصصه من الأساطير والأدب العالمي والأدب الشعبي. كما كانت له كتاباته الشعرية التي كان يقدم بها قصصه، أو ينهيها بها. كذلك كتب بعض القصائد التي هدفها تغذية الطفل بالصفات الحميدة، وتهذيب سلوكه بصورة غير مباشرة دون الظهور بمظهر وعظي أو خطابي.
هو أول من خاطب الأطفال عبر الإذاعة وهو أول مؤسس لمكتبة الأطفال في مصر، ومن قصصه: «مصباح علاء الدين» و«روبنسون كروزو» و«حي بن يقظان» و«نوادر جحا» و«شهرزاد» و«ألف ليلة» وغيرها كثير. ترجمت قصصه إلى اللغات الصينية والروسية والإسبانية والإنجليزية والفرنسية. من كتبه (الصديقتان: قصص للأطفال) نشرت عام 1932 في مصر.

## حياته الخاصة
له من الأبناء مصطفى (توفي سنة 1989) وكمال (توفي سنة 1994) وسعاد (توفت سنة 2017) ورشاد (توفي سنة 2013) وأمين بالترتيب.

## وفاته
توفي مساء يوم 7 ربيع الآخر 1379 هـ الموافق 9 أكتوبر 1959م عن عمر يناهز ثلاثة وستين عاما، وكان قد أوصى بكتابة هذين البيتين على قبره:
أنفع الناس وحسبي أنني أحيا لأنفع
أنفع الناس ومالي غير نفع الناس مطمع

## كتب ودراسات عنه
- كامل كيلاني وسيرته الذاتية، عبد الرحمن محمد بدوي، الهيئة المصرية العامة للكتاب، 1999م
- مقالات في الأدب والسيرة الذاتية: كامل كيلاني (1897 - 1959)، وليد عبد الماجد كساب، كتاب المجلة العربية، الرياض، السعودية، نوفمبر 2020م / ربيع الأول 1442 هـ